# Finlands ambassad i Berlin
Finlands ambassad i Berlin är en del av De nordiska ambassaderna i Berlin. Ambassaden byggdes 1997–1999
Finlands ambassad är den ambassad som möter besökare till de Nordiska ambassaderna direkt till höger på innergården. Byggnaden skapades av arkitektbyrån Viiva arkkitehtuuri Oy och arkitekterna Rauno Lehtinen, Pekka Mäki och Toni Peltola som vann arkitekttävlingen 1996. Bidraget Kantele har fått sitt namn efter byggnadens form som tagits från det finska stränginstrumentet kantele. I byggnaden finns även referenser till Kalevala. Exteriört består byggnaden av horisontellt monterade lameller av lärkträ. Interiören består av betong som skapar ett lugn samtidigt som detta bryts av genom färgkartan, Värikartta, av Silja Rantanen. I ambassaden finns även en bastuavdelning med bastur för män och kvinnor samt ett samlingsrum. Iögonfallande är även konferensrummet i trä som ger intrycket av att sväva över foajén.  
Byggnaden har av Royal Institute of British Architects och World Architecture Magazine prisats som bästa byggnad i Europa och som världens bästa kontorsbyggnad.